# Naliboki
De Wit-Russische plaats Naliboki (Russisch: Налибоки) of Nalibaki (Wit-Russisch: Налібакі) is gelegen in de rayon Stawbtsowski van de oblast Minsk. Hemelsbreed ligt Naliboki op een afstand van circa 74 kilometer van de hoofdstad Minsk. De eerste referentie van Naliboki in historische documenten dateert uit 1447. Naliboki ligt bovendien aan de rand van de Nalibotskaja Poesjtsja, een uitgestrekt bosgebied, afgewisseld met hoogvenen en vochtige graslanden.

## Cultureel erfgoed
De «Kerk van de Hemelvaart van de Maagd Maria», een rooms-katholieke kerk gesitueerd in Naliboki, is opgenomen op de lijst van culturele erfgoederen in Wit-Rusland en werd gebouwd tussen 1935 en 1939. Een renovatie volgde tussen 1990 en 1994.

## Galerij

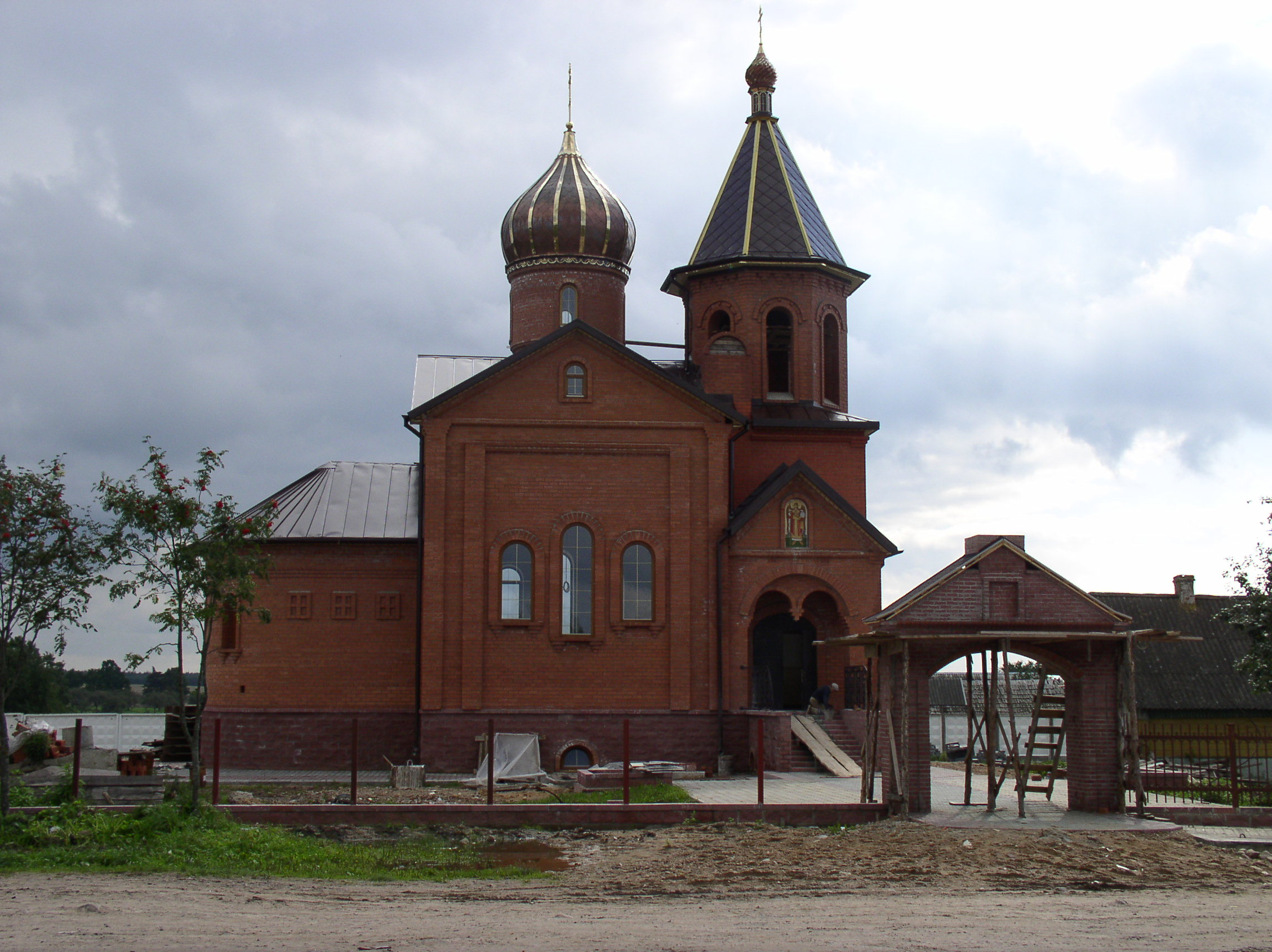
Oosters-orthodoxe kerk van Naliboki.
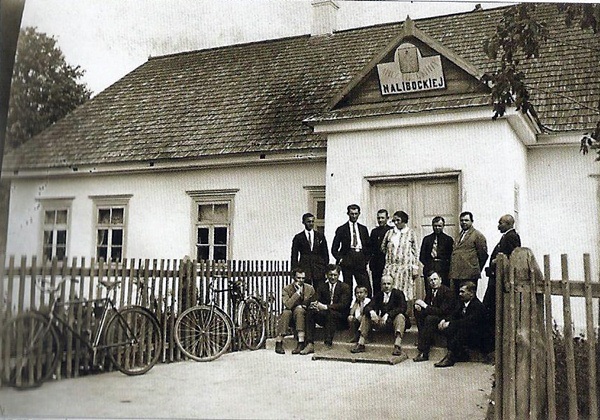
Gemeentehuis van Naliboki (foto gemaakt voor 1939).
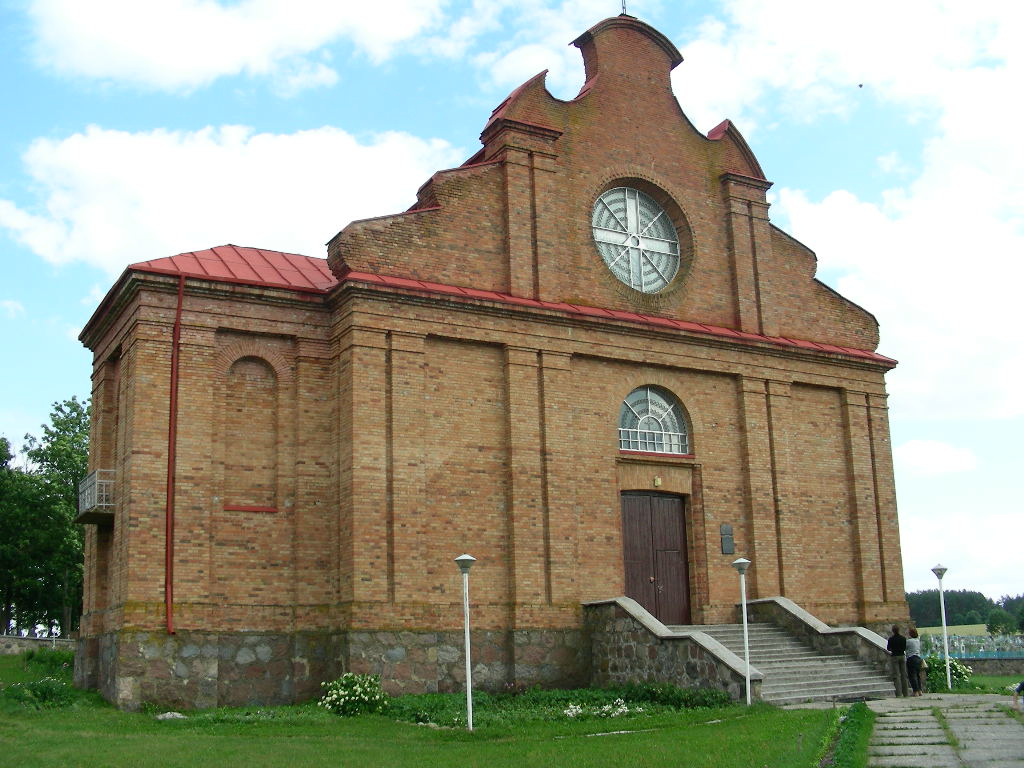
Façade van de «Kerk van de Hemelvaart van de Maagd Maria».